# Indisches Geschwader
Das Indische Geschwader (russisch 8-я оперативная эскадра) war ein operatives Geschwader der sowjetischen Marine. Das Einsatzgebiet war der Indische Ozean und der Persische Golf. Das Geschwader wurde 1971 gegründet und 1992 aufgelöst.

## Geschichte
Zu Sowjetzeiten war das Indische Geschwader ständig im Indischen Ozean stationiert. Sie wurde von der pazifischen Rotbannerflotte gebildet. Während des Iran-Irak-Krieges und der US-Operation Desert Storm sorgten diese Schiffe für die Sicherheit sowjetischer Tanker und Frachtschiffe, die im Golf von Oman und im Persischen Golf unterwegs waren. So bestand das Indische Geschwader im Jahr 1988 aus über 20 Kriegsschiffen und Versorgungsschiffen, und sogar Patrouillenschiffe und Minensucher der Schwarzmeerflotte wurden zur Verstärkung herangezogen. Einige Schiffe kamen jedes Jahr hierher. Von 1988 bis 1989 war unter anderem für fünf Monate der Zerstörer Marschall Schaposchnikow im Geschwader. Es eskortierte 19 Konvois von sowjetischen Schiffen (41 Tanker und Trockenfrachtschiffe). Dann kam Marschall Schaposchnikow Anfang 1991 an den Golf, auf dem Höhepunkt von Desert Storm. Danach wurde das Schiff in das internationale Handelsschiffsschutzgeschwader aufgenommen.
Nach der Auflösung des Indischen Geschwaders Anfang 1992 wurden nur noch wenige Male Schiffe der russischen Marine in den Indischen Ozean geschickt. Von Dezember 1992 bis Mai 1993 diente die BFS Admiral Tributs bei den internationalen Streitkräften im Persischen Golf. Von Februar bis März 2001 besuchten die Zerstörer Admiral Vinogradov und Admiral Panteleev sowie der Tanker Vladimir Kolechitsky Indien.